# 普拉滕峰 (施拉德明陶恩山脈)

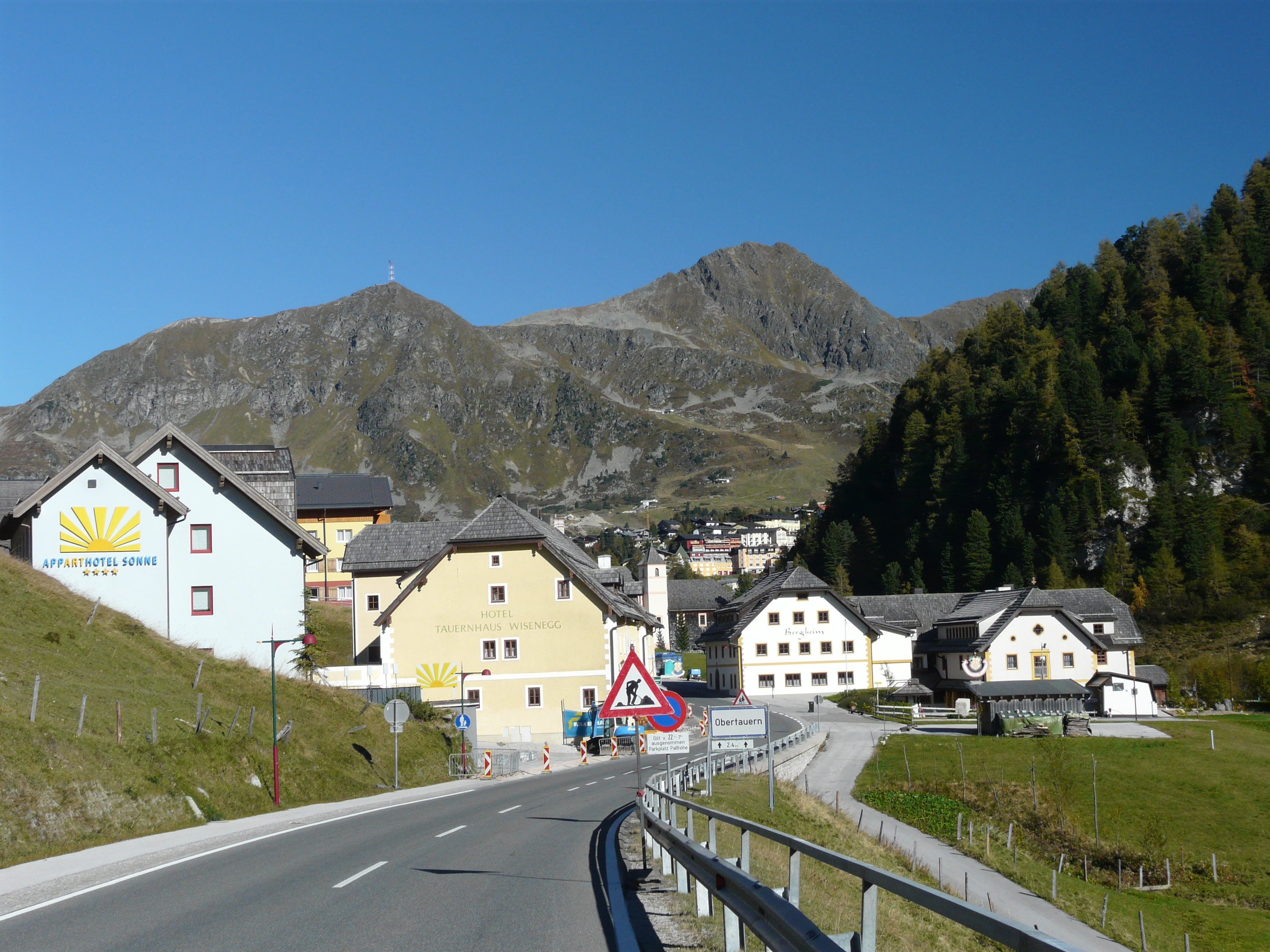

47°15′21″N 13°34′45″E / 47.25583°N 13.57917°E
普拉滕峰（德語：Plattenspitze），是奧地利的山峰，位於該國中部，由薩爾茨堡州負責管轄，屬於施拉德明陶恩山脈的一部分，處於特翁境內，海拔高度2,294米。